# 小行星9623
小行星9623（英語：9623 Karlsson）是一颗围绕太阳公转的小行星。1993年3月21日，烏普薩拉－ESO小行星及彗星巡天在拉西拉天文台发现了此天体。
这颗小行星的绝对星等为9.395352347312443等。